# 和田耕作
和田 耕作（わだ こうさく、1907年〈明治40年〉1月18日 - 2006年〈平成18年〉7月4日）は、日本の政治家。元民社党衆議院議員。板垣退助先生顕彰会創立発起人兼顧問 。高知県出身。1984年勲二等旭日重光章受章。

## 概要
旧制高知高等学校を経て、1930年に京都帝国大学経済学部を卒業。1934年南満州鉄道に入社、調査部に勤務する。1937年企画院調査官となる。1941年の「企画院事件」では和田博雄・勝間田清一らとともに検挙される。翌1942年応召。
戦後はソ連に5年間抑留され、その経験から反共産主義の立場を取るようになる。日本フェビアン協会事務局長を務め、1960年に民主社会主義研究会議を創設して事務局長に就任、同時に民主社会党の結成に参画、1967年の衆議院議員選挙に民社党公認で旧東京4区から出馬し初当選。連続当選6回。党代議士会会長などを務めた。1983年政界引退。
2006年7月4日、舌癌のため東京都杉並区の病院で死去。99歳。死後、従六位から正四位に昇叙された。

## 生涯

### 戦前
1907年、高知県に生まれる。1927年、京都帝国大学経済学部に進み、戦闘的なマルクス主義グループの社会科学研究会に入会した。1928年、三・一五事件で検挙されたが、共産党とは直接関係がなかったので、10日程で釈放されている。しかし以後も運動にのめり込み、しばしば検挙された。大学卒業後、運動で知り合った宇都宮徳馬から紹介され、田中清玄の武装共産党が壊滅した後の共産党再建運動に従事したが、すぐに別件逮捕された。しかし、幹部候補生として軍への入隊が決まっていたため起訴猶予となる。
1931年、松山の歩兵第22連隊に入隊した。除隊後、和田は京都市役所社会課の臨時雇い（やがて嘱託）として就職後、京都帝大の本庄栄治郎教授の紹介で満鉄経済調査会に嘱託として転職、のちに正社員となる。そこにはマルクス経済学の分析手法として、「満鉄左翼」ともいうべき雰囲気があったという。1936年には、新設された企画庁副調査官に任命された。調査官や嘱託の中には、勝間田清一・稲葉秀三・正木千冬・佐多忠隆ほかかつての左翼仲間がおり、和田博雄調査官とも親しくなることができた。
日中戦争が始まり、召集令状を受けて歩兵第44連隊に入隊したが、知人の医者のおかげで即日帰郷する。企画庁は企画院となり、総動員業務が中心となり、和田は三島美貞中佐の下で調査官となった。和田は昭和研究会に入会して笠信太郎、佐々弘雄、尾崎秀実らとの交友を深めている。
1938年、満鉄北京事務所に戻ることになっていたが、池田純久大佐に請われて、急遽新設の財団法人東亜研究所に入ることになった。和田は第3部の支那経済班主事で、主に「日満支経済ブロックを創り上げるための基礎資料」の作成に力を注いだ。また、海南島開発計画の策定も行っている。この当時、夜はほとんど昭和研究会の会合に出席しているが、昭和研究会に参加したような政治意識を持ったインテリには、マルクス主義の影響が強く、革命行動は誤りだとして転向しても、その方法論は正しいと考える人間が多かったと述懐している。さらに尾崎の主宰する支那問題研究会にも参加した。
1940年、第2次近衛内閣が発足し、富田健治書記官長を中心に情報交換のために朝食会がつくられ、昭和研究会の連絡役として出席するようになる。朝食会には犬養健、尾崎秀実、帆足計などが出席して、日独伊三国同盟問題、南進問題、新国民組織問題などが議論されており、和田は佐々弘雄・江藤夏雄などと共に活動していた。この年10月に結成された大政翼賛会において、昭和研究会の主力メンバーは組織局を中心にポストを占めた。有馬頼寧事務総長の下で、後藤隆之助が組織局長となり、彼に頼まれて組織局の庶務班長となった。やがて、大政翼賛会は「赤」だとして攻撃され、翌1941年4月に、和田博雄、勝間田清一らとともに企画院事件で検挙される。
1942年2月に召集令状が留置場に届き起訴猶予、歩兵第63連隊の歩兵伍長となる。翌年4月、シンガポールでインドに対する政治工作をしていた岩畔機関からの転属の申し込みにより、マニラの軍司令部に出頭。その直後に満鉄調査部共産主義グループ事件で満洲の憲兵指令部からの護送要請により、空路、福岡の雁ノ巣飛行場経由で護送され、新京の憲兵隊の留置場に入れられた。そこで起訴猶予になったらしい堀江邑一に出会っている。伊藤武雄を中心に40名ばかりが検挙され、そのうち21人が起訴されている。1944年3月に保釈され、翌年6月、執行猶予付きの禁錮3年という判決が下る。8月15日、召集を受け玉音を拝し終戦となるも、間もなくソ連軍の侵攻を迎えた。

### 戦後
和田は直ちに自衛団を組織して、日本人を数ヵ所に収容したが、不安の中で秩序だけは保ってくれるであろうソ連軍の入城を待望していた。しかし、1945年8月19日に進駐してきたソ連軍は、暴行、掠奪の限りを尽くし、想像していた「統制のとれた政治的軍隊というイメージ」は打ち砕かれてしまった。奥地からの難民も増え、冬を迎える新京が暗澹たることになると考えた和田は、満鉄事件の仲間と共にソ連軍との接触を試みた。政治部のバルビス少佐と数回会い、日本人の窮状を訴えた。ある日、少佐の紹介でソ連中佐の肩章をつけた日本人に紹介された。その日本人は日本の政情などについていろいろ質問し、意見を求めた。また加藤勘十や淡徳三郎のことも話題となった。この日本人中佐は名のらなかったが、延安にいた岡野進こと野坂参三であった。
こうして和田は、ソ連軍公務員として仲間の数人と共に月1300ルーブルの手当てを貰い、新聞『新京ニュース』の発行を始めた。それは完全な検閲の下にあった。また、新しい民主的な日本人組織を作る必要を感じ、自らの満鉄グループと大塚有章、三村起一、山田清三郎らのグループ、淡徳三郎らの満洲国外交部や満州国協和会グループ、新藤甚四郎ら「興農合作社事件」関係者のグループを大同団結して、新京の民主連盟を結成した。延安の日本人民解放聯盟の人々とも話し合ったが、延安の人々が到着しないままに、毛沢東の『連合政府論』と野坂参三の『民主日本の建設』を手に入れて新京に戻った。この前後、和田は「本物の共産主義者になってもよいと考えた」という。戻ってみるとバルビス少佐は行方不明で、ソ連軍政治部との連絡は絶え、この時期に中国国民党に代わって実権を奪取した中国共産党と行動を共にする。しかし、その直後にソ連軍に検挙された。留置場に入れられてみると、淡や山田も捕らえられていた。取り調べの中で、取調官は関東軍の憲兵が逮捕したのに執行猶予となった一件にとりわけ興味を示した。ソ連において、このような事件で釈放となるのは、ほとんどスパイになる約束との引き換えであるからだろう、と推測している。
1945年12月、シベリア行きが決定した。貨車に積み込まれ、1946年元日に国境の満州里を越えてソ連領に入り、チタで監視兵の掠奪にあった後、中央アジアのアルマアタに到着し、鉄条網に囲まれたバラックのラーゲリに入れられた。収容所の状況は他の収容所と大同小異であり、ここでも『日本新聞』の友の会が作られ、「民主化」教育が行われた。和田も講師を務めたりしている。22年、収容所で多くの栄養失調者が出て、和田もその一人となった。このころからハバロフスク地区を中心に、民主アクティヴを養成する方針に転換した。「民主」グループの和田は作業免除の専任講師としてソ連共産党史とボルシェヴィキの歴史を教えることとなり、ようやく健康を快復した。
1947年4月末から帰国が始まり、和田は残留組となる。1948年5月には軍人捕虜全員と抑留者の一部が帰国した。残留組の和田はカラカンダに移送された。ここからも帰還が行われたが、和田はまたしても残留組であった。1949年10月、ようやく帰還が決定した。

## 著書
- 『私の昭和史』新世紀出版社 1964
- 『歴史の中の帝国日本 大東亜戦争は避けられなかった』力富書房 1991
- 『大戦争の表と裏 潜り抜けた幸運な男の記録』富士社会教育センター 2000
- 『和田耕作(元衆議院議員)オーラルヒストリー』近代日本史料研究会 2006

### 翻訳
- F.W.ベイトソン『社会主義とイギリス農業』日本フェビアン研究所 英国フェビアン協会叢書 1952
- G.D.H.コール『労働者 その新しい地位と役割』紀伊国屋書店 1957

## 補註
1. ↑  “『板垣精神 -明治維新百五十年・板垣退助先生薨去百回忌記念-』”.   一般社団法人 板垣退助先生顕彰会 (2019年2月11日). 2020年9月1日閲覧。